# Américo Brasiliense
Américo Brasiliense est une municipalité brésilienne de l'État de São Paulo et la Microrégion d'Araraquara.

## Démographie
| Évolution de la population (municipalité) | Évolution de la population (municipalité) | Évolution de la population (municipalité) | Évolution de la population (municipalité) |
| Année                                     | Population                                |                                           | %±                                        |
| ----------------------------------------- | ----------------------------------------- | ----------------------------------------- | ----------------------------------------- |
| 1970                                      | 5 368                                     |                                           | —                                         |
| 1980                                      | 11 864                                    |                                           | 121,0%                                    |
| 1991                                      | 20 067                                    |                                           | 69,1%                                     |
| 2000                                      | 28 287                                    |                                           | 41,0%                                     |
| 2010                                      | 34 478                                    |                                           | 21,9%                                     |
| 2022                                      | 33 019                                    |                                           | −4,2%                                     |
| ,                                         |                                           |                                           |                                           |